# Neville Cenac
Neville Cenac, född 24 november 1939, är sedan 2018 Saint Lucias generalguvernör.
Cenac var tidigare Saint Lucias utrikesminister fram till 1992. Han var efter det ordförande för Saint Lucias senat mellan 1993 och 1997.